# Енолізація
Енолізація — прототропне таутомерне перетворення карбонільних сполук в еноли, якому сприяють неполярні розчинники. У випадку кислотного каталізу цього процесу швидкість визначальним етапом є відрив протона від протонованої форми кетона. У присутності основ утворюються еноляти.
RC(O)-CHR2 →RC(OH)=CR2